# Елквју (Западна Вирџинија)
Елквју (енгл. Elkview) насељено је место без административног статуса у америчкој савезној држави Западна Вирџинија.

## Демографија
По попису из 2010. године број становника је 1.222, што је 40 (3,4%) становника више него 2000. године.
| Група             | 2000.         | 2010.         |
| Белци             | 1.162 (98,3%) | 1.204 (98,5%) |
| Афроамериканци    | 0 (0,0%)      | 0 (0,0%)      |
| Азијати           | 3 (0,3%)      | 5 (0,4%)      |
| Хиспаноамериканци | 6 (0,5%)      | 7 (0,6%)      |
| Укупно            | 1.182         | 1.222         |